# Acmaeodera gaditana
Acmaeodera gaditana es una especie de coleóptero polífago perteneciente a la familia Buprestidae endémica de la provincia de Cádiz (España peninsular).